# 무하렘 인제

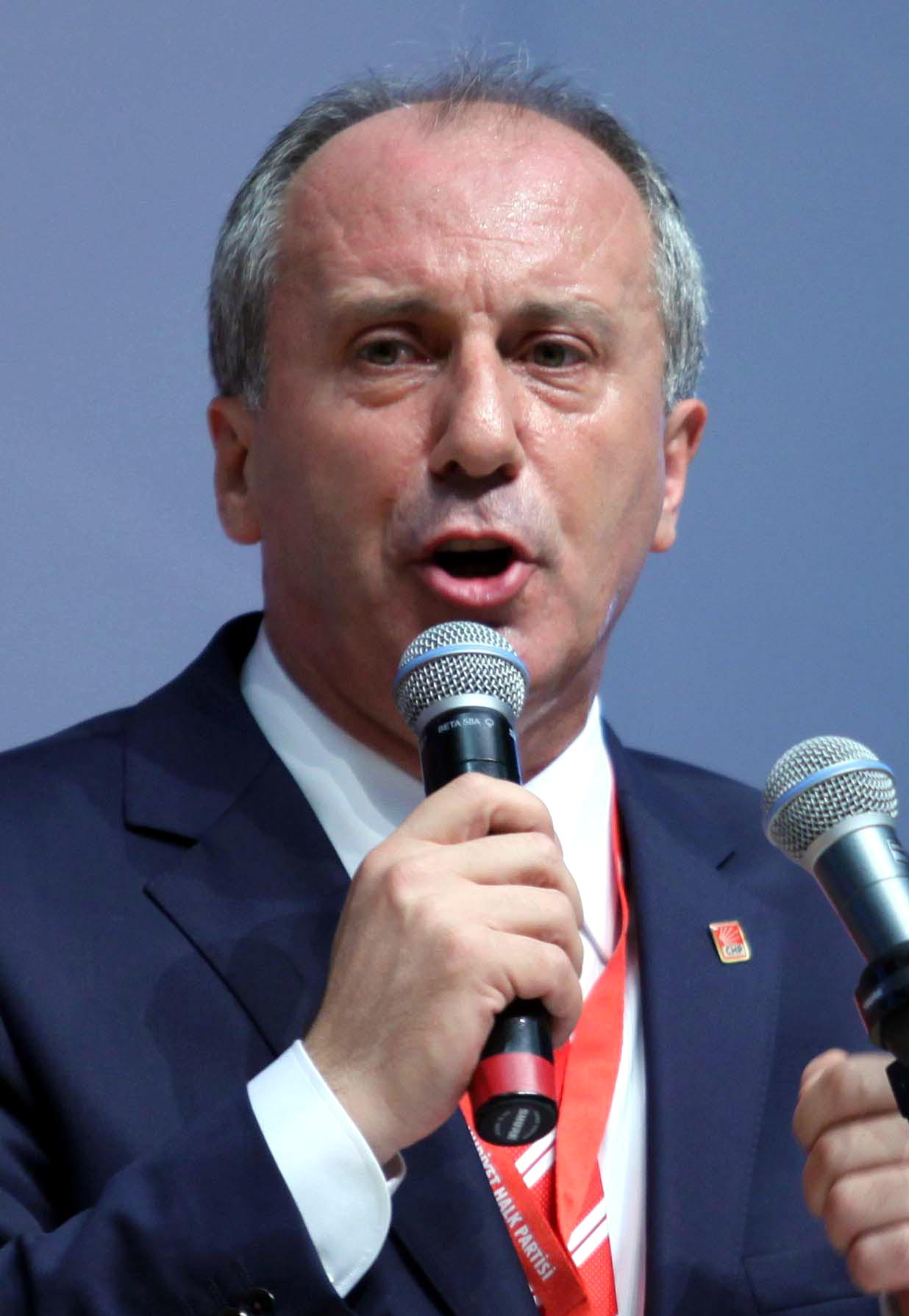
무하렘 인제

무하렘 인제(Muharrem İnce, 1964년 5월 4일~ ) 튀르키예의 국회의원으로, 얄로바 주에서 태어났다. 물리 교사 출신으로, 자신의 고향 얄로바 주에서 국회의원을 지냈다.
2018년 5월 4일, 공화인민당의 대통령 선거 후보로 지명되었으며, 6월 24일 대통령 선거에 출마해 약 30%를 득표, 낙선하였다.

## 역대 선거 결과
| 선거명      | 직책명            | 대수 | 정당       | 득표율 | 득표수       | 결과 | 당락 |
| ----------- | ----------------- | ---- | ---------- | ------ | ------------ | ---- | ---- |
| 2018년 선거 | 터키의 대통령     | 13대 | 공화인민당 | 30.64% | 15,336,594표 | 2위  | 낙선 |
| 2023년 선거 | 튀르키예의 대통령 | 대   | 조국당     | 0.43%  | 235,783표    | -    | 사퇴 |

## 참고 자료
- 위키미디어 공용에 무하렘 인제 관련 미디어 분류가 있습니다.
- 무하렘 인제 - 트위터